# Ferdinand Kübler
Ferdinand "Ferdi" Kübler (født 24. juli 1919 i Marthalen, død 29. december 2016 i Zürich) var en professionel schweizisk cykelrytter. Han begyndte at køre professionelt i 1940, men i den tidlige del af karrieren kunne han kun køre løb i Schweiz pga. 2. verdenskrig. Han vandt det schweiziske mesterskab mange gange og Schweiz Rundt tre gange.
Küblers mest succesfulde år på internationalt plan var fra 1950 til 1952, da de klassiske løb var genoptaget efter krigen. Han vandt La Flèche Wallonne og Liège-Bastogne-Liège to gange (begge i 1951 og 1952). Han vandt VM i 1951 efter en andenplads og en tredjeplads i 1949 og 1950.
Kigger man på de tre store etapeløb (Tour de France, Giro d'Italia og Vuelta a España) deltog han i Giroen i 1950-52 med en fjerdeplads og to tredjepladser til følge. Kübler deltog i Tour de France i 1947 og 1949, men udgik begge år til sidst trods en tidlig etapesejr i hver udgave. I 1950 drog han fordel af, at Fausto Coppi sad ude efter et alvorligt styrt i Giroen. Kübler vandt løbet – og derudover tre etapesejre – med en margin på over 9 minutter til belgiske Stan Ockers. I 1954 vandt han den grønne trøje i løbet og blev nummer to samlet efter Coppi.
Med kælenavnet Ferdi var Kübler en impulsiv rytter med et altid godt humør, som nogle gange pga. en sprudlende konkurrencelyst angreb på strategisk ukloge tidspunkter. Han var også kendt som "cowboyen" pga. sin hang til Stetson-hatte. Han stoppede karrieren i 1957, 38 år gammel.

## Vigtigste sejre
- Vinder af Tour de France 1950
- Verdensmester 1951
- Vinder af Tour de Suisse 1942, 1948, 1951
- Vinder af Romandiet Rundt 1948, 1951
- Vinder af det grønne trikot i Tour de France 1954 (2. totalt og var egentligt hjælperytter for Hugo Koblet)
- 5 Tour de France etapesejre (3 x 1950, 2 x 1954)